# 李朝 (ベトナム)

李朝
大越

李朝（リちょう、ベトナム語：Nhà Lý / 家李）は、ベトナム北部に1009年から1226年まで存在した王朝。首都は昇龍（ベトナム語：Thăng Long / 昇龍）（現在のハノイ）。

## 王朝創設
前黎朝の将軍李公蘊（リ・コン・ウアン、李太祖：リ・タイト）の父の家系は泉州に起源を持っている。母の家系については范氏という名の女性だったという事実を除いて、ほとんど知られていない。少なくとも李公蘊の父の家系が中国の民族的なバックグランドを持っていたことは、ベトナムの歴史家チャン・クオック・ヴオンによって受け入れられている。1009年に、それまで北部ベトナムを支配していたその李公蘊が、軍権を掌握して前黎朝を打倒、李朝を樹立、1010年に首都を華閭（ホアルー、Hoa Lư）から昇龍（タンロン、現ハノイ）に移し、1054年に国号を「大越（ダイベト、Đại Việt）」とした。

## 王朝前期

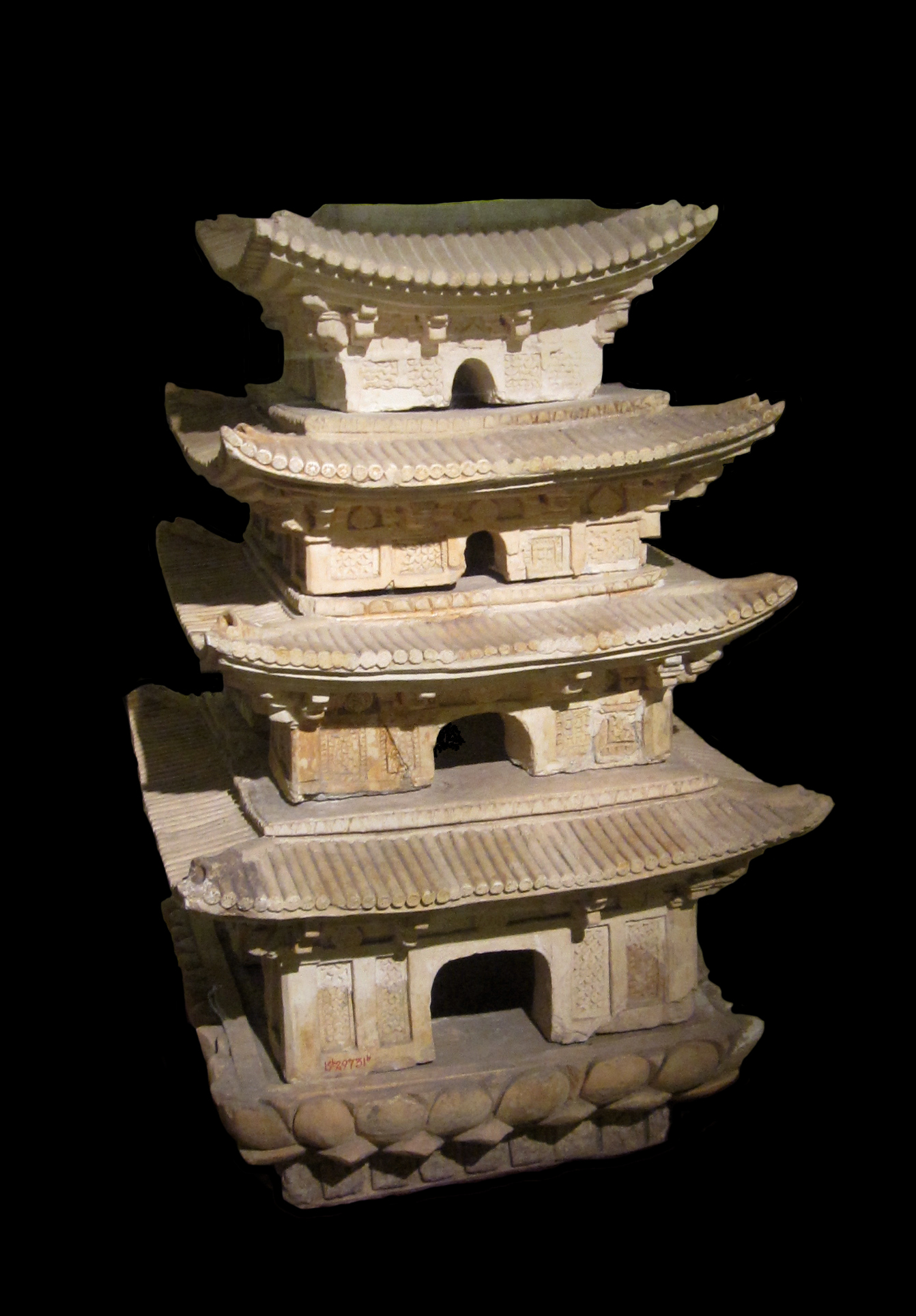
Ceramic stupa with lotus, bodhi leaf, dancer decoration, Hanoi (11th-13th century)

李朝は初代皇帝太祖の時代から第4代皇帝仁宗の時代にかけて全盛期を迎えた。それまでの越人独立諸王朝は中国（北宋）を中心とする冊封体制の中で常に郡王の扱いであったのに対し、李朝は越人王朝として初めて国王として冊封され、民族意識が高まった。
北宋と李朝との間では、しばしば国境問題が発生していた。宋は神宗の即位後、宰相の王安石の主導で積極策に転じてベトナム経略を図った。これに対して李朝は、1075年に機先を制して李常傑を総大将として水陸から宋に侵攻し、欽州・廉州・邕州などを攻略して引揚げた。宋側は反撃してベトナム奥地まで攻め入ったものの、戦果を挙げることができずに帰還した（ベトナム側の史料では如月江の戦いで宋軍を大破したことになっているが、宋側の史料ではこのような記述はなく、昇龍（ハノイ）近郊まで迫るも紅河を渡河できずに引揚げたとする）。大越は有利な条件で和睦することに成功、北宋との国境を確定するとともに、国家としての威勢を示した。一方、宋側は逼迫する国家財政の再建に追われることとなった。
1174年には南宋から「安南国王」に冊封され、冊封体制の中で最高度の独立性を持つ属国として認められた。

## 李朝の政治体制
李朝時代は、科挙の実施による有能な人材の登用、儒学・仏教の奨励などで文化が中国化して著しい発展を遂げた。しかし、政治・官僚体制としては未熟なうえ、王朝自体も地方豪族の連合盟主的存在であったため、中央集権化が思うようにできなかった。
「大越史記全書」によると、太祖の1010年（順天元年）に全国の十道を二十四路に改編したとされているが、その詳細は不明である。

## 王朝後期
1175年、英宗が没して高宗が第7代皇帝として即位した。ところが、この高宗は暗愚な人物で、国民に対して重税と賦役を布く悪政を繰り広げた。このため、国内各地で農民による反乱が多発し、李朝は急速に衰退していく。
1210年、高宗が没して恵宗が即位した。この恵宗も父の高宗同様に暗愚な人物だったため、国内はさらに乱れた。このような中で、恵宗の外戚にあたる陳守度の権勢が著しく拡大した。
政治の実権を完全に掌握した陳守度は、1224年、恵宗を廃してその娘である李昭皇を擁立した。1226年1月11日、李昭皇と陳守度の従甥の陳煚を結婚させて陳煚を皇位につけることで、陳朝を開いた。同年、陳守度によって恵宗は自殺に追い込まれた。
李朝は9代217年に及ぶ、ベトナム史上最初の長期政権であった。

## 歴代皇帝
1. 太祖 李公蘊（在位：1009年 - 1028年、生没：974年 - 1028年）
2. 太宗 李仏瑪（李徳政）（在位：1028年 - 1054年、生没：1000年 - 1054年）
3. 聖宗 李日尊（在位：1054年 - 1072年、生没：1023年 - 1072年）
4. 仁宗 李乾徳（在位：1072年 - 1127年、生没：1066年 - 1127年）
5. 神宗 李陽煥（在位：1127年 - 1138年、生没：1116年 - 1138年）
6. 英宗 李天祚（在位：1138年 - 1175年、生没：1136年 - 1175年）
7. 高宗 李龍𣉙（在位：1175年 - 1210年、生没：1173年 - 1210年）
8. 恵宗 李旵（在位：1210年 - 1224年、生没：1194年 - 1226年）
9. 昭皇 李仏金（李天馨）（在位：1224年 - 1226年、生没：1218年 - 1278年）